# 794년

## 연호
- 당(唐) 정원(貞元) 10년
- 일본(日本) 엔랴쿠(延暦) 13년

## 기년
- 당(唐) 덕종(德宗) 15년
- 신라(新羅) 원성왕(元聖王) 10년
- 발해(渤海) 성왕(成王) 2년 / 강왕(康王) 원년

## 사건
- 왜(倭, 일본), 헤이안 시대(平安京時代)가 시작되었다.
- 발해, 성왕 왕의 자리에 오른지 2년 만에 세상을 떠남.
- 문왕의 4남 대숭린이 강왕으로 왕의 자리에 오르다. 연호는 정력이라 함.

## 사망
- 발해(渤海)의 5대 태왕(太王) 성왕 대화여 (成王 大華璵)
- 신라의 태자 김교각
- 원성왕의 차남 헌평태자(憲平太子) 의영(義英)